# Brazil (episodio de Falling Skies)
Brazil es el décimo episodio y final de la tercera temporada y trigésimo episodio a lo largo de la serie de drama y ciencia ficción de TNT, Falling Skies; fue escrito por Remi Aubuchon y dirigido por Greg Beeman y salió al aire el 4 de agosto de 2013 en Estados Unidos.
Cuando la 2nd Mass destruye una base fundamental de los Espheni, un enemigo implacable es derrotado y la familia Mason se reencuentra con los que habían desaparecido. Pero la llegada de más seres interestelares pone el destino de los sobrevivientes de la Tierra en duda.

## Argumento
El Coronel Weaver, Anthony, Pope y una cautiva Lourdes se dirigen en tren hacia la estructura de Chicago cuando unos Mega Mechs aparecen en el camino para evitar que lleguen a su destino e impedir que destruyan el escudo de los Espheni. Sin embargo, se revela que esto era solamente una estratagema ya que Tom, Hal, Ben, Matt, Maggie, Cochise y el Dr. Kadar se dirigen por mar hacia la estructura de Boston con el arma que los Volm construyeron. Siendo el Dr. Kadar el encargado de usarla, éste dispara contra una de las bases de la estructura pero parece resistir, Tom ordena un segundo disparo pero Cochise le advierte que necesitan esperar diez minutos para que el arma se recargue. Al mismo tiempo, numerosos Beamers comienzan a salir de la estructura y sobrevolar el área pero son incapaces de detectar a la resistencia, por lo que éstos comienzan a disparar a las naves. Las naves son atraídas por el fuego y comienzan un contraataque pero la resistencia logra destruirlas a todas, poco después, la estructura colapsa. Momentos después, una nave de Los Volm desciende sobre los escombros de la estructura.
Tom le pide a Cochise que le consiga una reunión con el jefe de la misión Volm, el jefe accede y se revela que es el padre de Cochise, además les informa a Tom y Weaver que piensan reubicar a los humanos en Brasil para que vivan en paz mientras ellos terminan la guerra con los Espheni, Tom se niega rotundamente y les dice que los humanos no piensan alejarse de la guerra e intenta atacar al jefe Volm, razón por la cual es detenido. Weaver regresa al campamento de la resistencia en Boston y les informa la situación; Pope le dice a Weaver que tenían razón en no querer confiar en los Volm pero que se dejó influenciar por Tom, poco después, Cochise y otros soldados Volm llegan al campamento y les piden que les entreguen sus armas. Weaver se niega pero Cochise le dice que como soldado sólo sigue las órdenes de sus superiores, aunque sepa que están mal.
Por otra parte, Hal y Maggie están en desacuerdo sobre lo que harán cuando la guerra termine, ya que ella cree que la guerra nunca acabará e incluso si lo hace, ellos nunca podrían tener una vida normal, Hal cree que sí. Mientras tanto, el padre de Cochise le confiesa a Tom que nunca antes se había encontrado con una raza tan determinada a seguir en la lucha contra los Espheni y eso le hace dudar sobre todas sus creencias. En el campamento, Hal entra a la tienda donde Lourdes se encuentra cautiva y le promete cuidar de ella y extraer los parásitos que tiene dentro. Maggie le dice a Hal que sería mejor acabar con su sufrimiento, ya que así evitarían que Karen supiera de su ubicación.
Cochise regresa al campamento para trasladar a la resistencia y Tom se reúne con el grupo. Cochise despide al soldado que lo acompañaba y le devuelve a todos sus armas y les dice que pueden ir a donde quieran siempre y cuando se alejen del área de Boston lo más rápido que puedan. Ya en camino a alejarse de Boston, Ben advierte la presencia de "algo grande" y Lourdes comienza a convulsionarse, entonces Tom deduce que Karen está cerca. Tom, Weaver, Hal, Ben y Maggie se adentran en el bosque para enfrentarse a Karen. La chica aparece portando una bandera blanca y es acompañada por unos Skitters y un Mega Mech. Karen le dice a Tom que los Volm no son lo que dicen ser y con el tiempo se dará cuenta que le dice la verdad. Por su parte, Tom le dice que ya no confía en ella y le dispara en el pecho, Karen cae al suelo lo que provoca que los Skitters y el Mega Mech los ataquen pero son eliminados fácilmente. Hal descubre que Karen sigue viva y se acerca a ella cuando lo llama, la chica le confiesa que lo único que quería era estar con él y siente todo lo que hizo, antes de que pueda decir algo más, Maggie le dispara nuevamente, matándola.
Inmediatamente, la voz de una mujer llama a Tom por su nombre y éste se adentra aún más y se reencuentra con Anne y Alexis, quien a sus dos meses de edad tiene la apariencia física de una niña de seis años. Finalmente, al día siguiente la resistencia se prepara para seguir su viaje. Maggie y Hal discuten nuevamente mientras Tom habla con el Dr. Kadar de la posibilidad de que Anne tenga un parásito implantado pero Kadar le dice que es poco probable y también le comenta que el crecimiento acelerado de Alexis ya lo había previsto desde un principio por tratarse de un híbrido. Finalmente, Weaver y Pope hablan de regresar a Charleston para avisarles sobre el reacomodo y después de seguir buscando al equipo del presidente Hathaway para formar la Resistencia Humana. Tom y Weaver se reúnen para hablar sobre su futuro cuando ven a Alexis acercarse a Lourdes, quien está en una especie de jaula, Alexis acerca sus manos al rostro de Lourdes y comienza a extraer los parásitos para terminar haciéndolos polvo mientras Weaver y Tom la miran atónitos.

## Elenco
| - Noah Wyle como Tom Mason. - Moon Bloodgood como Anne Glass - Drew Roy como Hal Mason. - Connor Jessup como Ben Mason. - Maxim Knight como Matt Mason. - Seychelle Gabriel como Lourdes Delgado. - Sarah Sanguin Carter como Maggie. - Mpho Koahu como Anthony. - Colin Cunningham como John Pope. - Doug Jones como Cochise. - Will Patton como Coronel Weaver. | - Laci Mailey como Jeanne Weaver. - Brad Kelly como Lyle. - Erika Forest como Alexis. - Jessy Schram como Karen Nadler. - Robert Sean Leonard como Roger Kadar. |

## Continuidad
- Este episodio es el final de la tercera temporada de Falling Skies.
- Anne Glass y su hija Alexis fueron vistas anteriormente en At All Costs.

- Anne aparece en la realidad alternativa de Strange Brew.

- Karen Nadler fue vista anteriormente en Strange Brew.
- La estructura de los Espheni en Boston es destruida.
- Karen Nadler muere en este episodio.
- Se revela que Anne y Alexis no murieron y se reencuentran con su familia.

- Alexis ahora tiene la apariencia de una niña de seis años de edad.

- Alexis extrae los parásitos que controlaban a Lourdes y los destruye.

## Recepción

### Recepción de la crítica
Meredith Jacobs, de Examiner, le dio al episodio una calificación de cinco estrellas y comentó: "La temporada 3 de Falling Skies concluyó con Brazil, un episodio que terminó siendo el más grande de la serie y el que te hizo pensar más", y continúa: "El final de temporada pasado fue más "en tu cara" con esas sorpresas —el embarazo, el parásito en Hal, la muerte de Dai y la introducción de los nuevos extraterrestres— el de este año, te hace sentarte y pensar, lo cual es mucho mejor". "Karen tenía que morir. Y no tenía que morir por todo lo que hizo en esta temporada o lo que provocó desde su desaparición, tenía que morir para que todo el mundo pueda seguir adelante", dice. "Nos encantó el final. Estaba lleno de acción, acompañado del aspecto familiar y el drama humano que hace que la serie sea tan buena, y tenía el único momento que necesitaba —la muerte de Karen. Fue un gran final para una gran temporada, se crearon un montón de misterios para la temporada 4, algo que quieres que haga un buen final".

### Recepción del público
En Estados Unidos, Brazil fue visto por 3.70 millones de espectadores, de acuerdo con Nielsen Media Research.